# Coon Rapids, Minnesota
Coon Rapids är en stad inom storstadsregionen runt Minneapolis, och den största staden i Anoka County i delstaten Minnesota i USA.
Invånarantalet uppskattades vid folkräkningen 2010 att vara 61 476 invånare, vilket gör staden till den trettonde största staden i Minnesota och den sjunde största bland förorterna till Twin Cities.